# Gwiazdozbiór okołobiegunowy

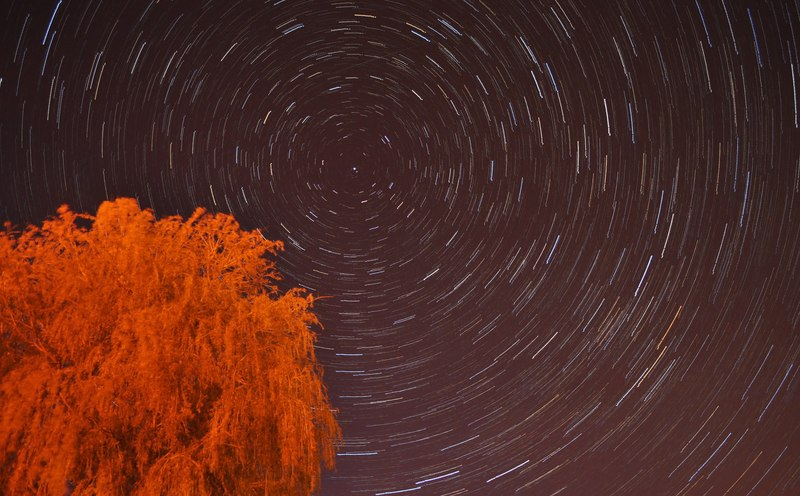
Gwiazdozbiór okołobiegunowy na nieboskłonie w Beccles, w hrabstwie Norfolk w Wielkiej Brytanii.

Gwiazdozbiór okołobiegunowy – gwiazdozbiór, który obserwowany z szerokości geograficznej obserwatora nigdy nie zachodzi.
Gwiazdozbiór zaliczany jest do okołobiegunowych, kiedy deklinacja gwiazd, z których się składa jest większa niż 90°–φ, gdzie φ to szerokość, na jakiej znajduje się obserwator.
Mogą być one obserwowane o każdej porze roku. Z bieguna północnego, wszystkie konstelacje znajdujące się na północ od równika niebieskiego są okołobiegunowe.
Gwiazdozbiory okołobiegunowe północne dla Polski, to: Cefeusz, Kasjopeja, Mała Niedźwiedzica, Smok, Wielka Niedźwiedzica, Żyrafa.